# 多摩美術大學
多摩美術大學（日语：／）是位於日本東京都的私立大学。1953年建立。亦簡稱多摩美（たまび）。
校風自由，初代校長是學平面設計的杉浦非水，畢業生也多投身設計領域。大學本校區在世田谷区，在八王子市有分校。1935年同盟休校事發生，帝国美術學校（現武藏野美術大學）與多摩帝国美術學校分離。1947年，專門學校令的頒發使得使得大學升格為專門學校，改稱多摩造形藝術専門學校。到了1950年便開始設置多摩美術短期大學，1953年改現名。

## 校區
- 八王子校區（東京都八王子市鑓水）
  - 大學院、美術學部
- 上野毛校區（東京都世田谷区上野毛）

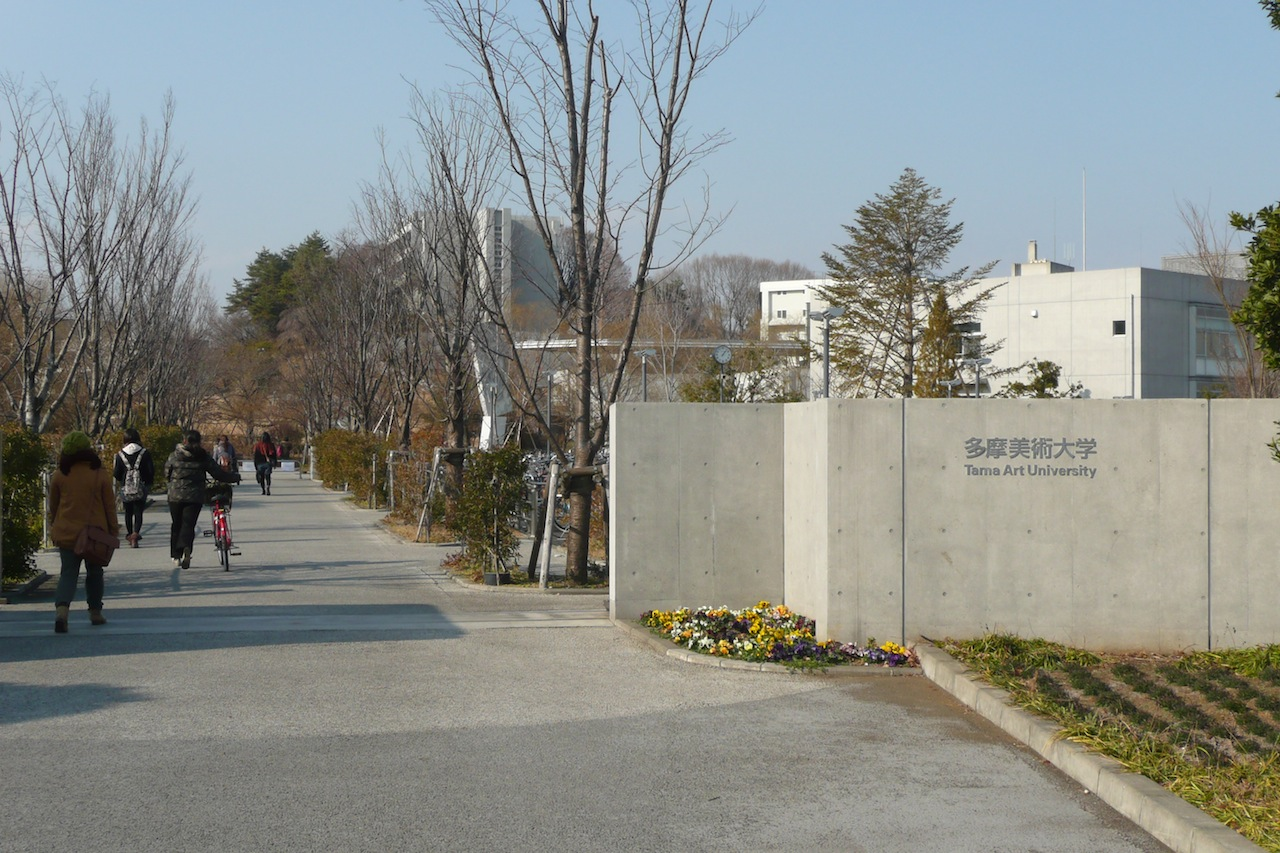
多摩美术大学校园

  - 統合設計學科、演劇舞俑學科的學部及大學院

## 沿革[1]

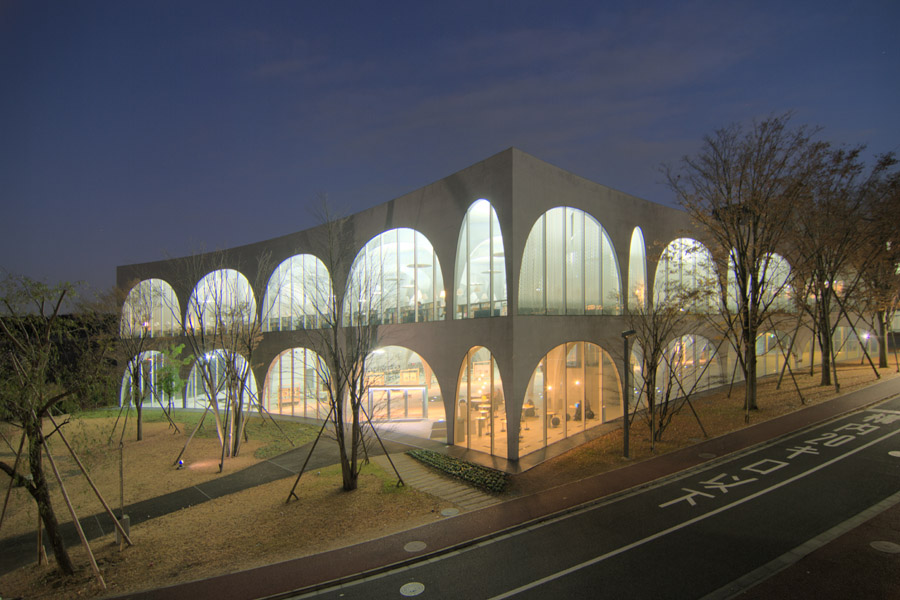
多摩美术大学图书馆

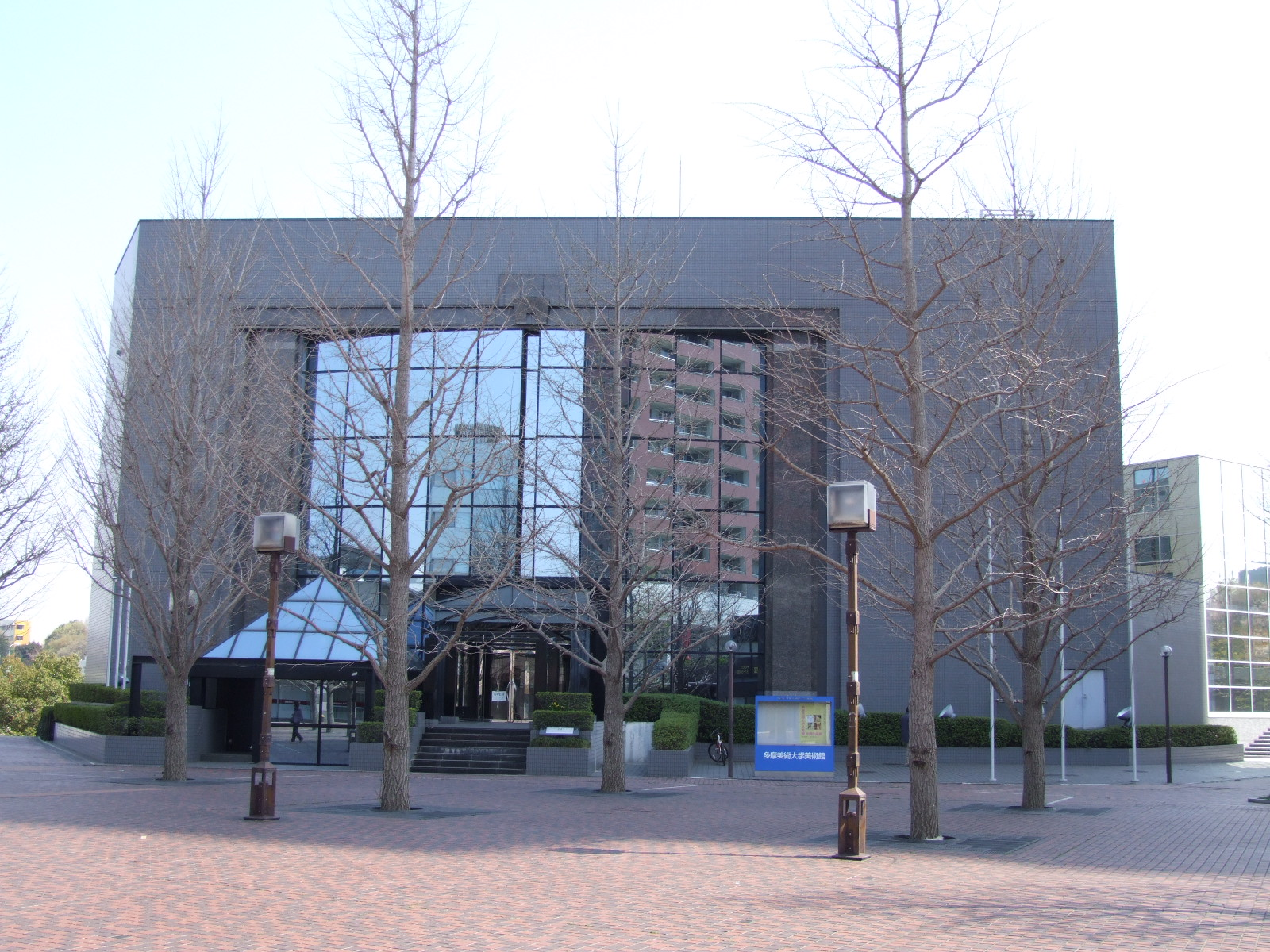
多摩美术大学美术馆

- 1935年 其原身多摩帝国美术学校，在现在的东京都世田谷区上野毛创立，校长为杉浦非水。[1]
- 1937年 设立财团法人。设立女子部，允许女子入学。
- 1947年 更具专门学校令升级为专门学校，并改名为多摩造形艺术专门学校（美术部·建筑部·工艺部）。
- 1950年 设立多摩美术短期大学（绘画科·雕刻科·造形图案科）。
- 1951年 组织变更为「学校法人」。
- 1953年 设立多摩美术大学（校长：井上忻治）。
- 1954年 设立多摩艺术学园映画科·演剧科（学园长：逸見梅栄）。
- 1956年 设立多摩艺术学园舞台美术科、脚本科、演出科专业。
- 1956年 增设多摩艺术学园写真科。
- 1964年 设立大学院（即研究生院，绘画学科・设计学科・艺术学科）。
- 1973年 开设多摩美术大学纹样研究所。
- 1973年 新设多摩艺术学园设计科。
- 1973年 专修学校 多摩艺术学院（增设绘画科，6学科体制）
- 1985年 多摩美术大学工艺设计研究会与长野县丰科町（现・安曇野市）提携创立「あづみ野玻璃工房」。
- 1989年 美术学部二部（绘画学科・设计学科・艺术学科:映像课程、演剧课程）开讲。
- 1998年 情报设计（Information Design）学科开讲。
- 1999年 美术学部二部改设为造形表现学部(造形学科・设计学科・映像演剧学科)并开讲。
- 2000年 多摩美术大学美术馆移至新址多摩センター。
- 2001年 开设大学院（博士后期课程）。
- 2002年 设立生涯学习中心。
- 2005年 开设艺术人类学研究所。
- 2006年 地球环境问题和设计教育的结合课程Banana Textile Project[2]，被选定为文部科学省现代教育需求支援项目[3]（現代GP）。
- 2008年 2007年9月，文部科学省的大学院教育改革支援项目、本校的项目「通过异文化相互批评的高度人材育成」被采用，并展开了CO-CORE （页面存档备份，存于）国际讲评会（东京、赫尔辛基、北京）
- 2010年 3331Arts Chiyoda (东京都千代田区）内设立アキバタマビ21（画廊）。
- 2012年 开设多摩美术大学大学院·美术研究科·艺术学专攻·身体表现研究领域。
- 2014年 开设统合设计学科和演剧舞蹈设计学科。
- 2015年 建畠晢担任校长。具有美术馆等功能的综合设施 Art-Theque （页面存档备份，存于） 建设完成。创立80周年纪念。与美国辛辛那提大学签订国际交流协议。

## 學部及學科

### 美術學部
- 繪畫學科
  - 日本畫
  - 油畫
  - 版畫
- 雕刻學科
- 工藝學科
- 平面設計學科
- 生產設計學科
  - 產品設計
  - 染织設計
- 環境設計學科
- 情報設計學科
  - 媒體藝術
  - 情報設計（交互設計）
- 統合設計學科
- 演劇舞俑學科
  - 演劇舞俑
  - 劇場美術設計
- 藝術學科

## 大學院

### 美術研究科

#### 修士課程（博士前期課程）
- 繪畫專業
  - 日本畫研究領域
  - 油畫研究領域
  - 版畫研究領域
- 雕刻專業
- 工藝專業
- 設計專業
  - 平面設計研究領域
  - 產品設計研究領域
  - 染織設計研究領域
  - 環境設計研究領域
  - 情報設計研究領域[4]
    - 交互設計與體驗設計研究
    - 媒體藝術研究

  - 統合設計研究領域
- 藝術學專業

#### 博士課程（博士後期課程）
- 美術專業

## 對外交流

### 海外協議學校一覽[5]：
- Silpakorn University
- 清華大學美術學院
- 弘益大學
- 東亞大學
- 阿爾託大學藝術設計學院
- 中央美術學院
- 藝術中心設計學院
- 柏林藝術大學
- 國立台北藝術大學
- Gerrit Rietveld Academie
- 國立台灣藝術大學
- National Institute of Design（印度）
- 皇家藝術學院
- 首爾大學藝術學院
- 梨花女子大學藝術與設計學院
- 奧斯陸國立藝術大學
- 格拉斯哥美術學院
- 哥德堡大學美術學院
- 辛辛那提大學
- 法國國立高等裝飾藝術學院
- 倫敦藝術大學切爾西藝術學院
- 羅德島設計學院

## 知名校友
- 三宅一生
- 竹中直人
- 深澤直人
- 五十嵐威暢
- 佐野研二郎
- 蜷川實花
- 田龜源五郎
- 古屋兔丸
- 高田明美
- 加藤久仁生
- 伊藤暢達
- 东海林隆
- 水江未来
- 町田良夫
- 藤井旭
- 森正洋
- 片桐仁
- 小栗左多里
- 冬目景
- 淺沼晉太郎
- 松任谷由實
- 小川彌生

## 外部連結
- 多摩美術大學 （页面存档备份，存于）
- tamabi.tv （页面存档备份，存于）
- 多摩美術大學教員業績公開システム （页面存档备份，存于）
- TAMAVIVANT
- 東京国際ミニプリント・トリエンナーレ （页面存档备份，存于）
- 多摩美術大學芸術人類學研究所
- 多摩美術大學造形表現學部芸術祭 （页面存档备份，存于）
- あずみ野ガラス工房 （页面存档备份，存于）